# 3163 Randi
3163 Randi là một tiểu hành tinh được phát hiện ngày 28 tháng 8 năm 1981 bởi Charles T. Kowal ở Đài thiên văn Palomar, California. Nó có chu kỳ quỹ đạo 3,705 năm và bán trục lớn 2,395 AU và là tiểu hành tinh bay cắt qua sao Hòa.
Nó được đặt theo tên của magician và scientific skeptic James Randi.